# Turkilinger
Die Turkilinger (auch Turkilingen; lateinisch Turcilingi, Torcilingi) beschreibt die ältere Forschungsliteratur als ein Herrschergeschlecht der Skiren bzw. einen spätantiken Volksstamm im Osten Mitteleuropas. Neuere Forschungen sehen den Namen Torcilingi eher als Verschreibung für Toringi (Thüringer) an.
Die ältere Forschung beschreibt die Turkilinger als ein Herrschergeschlecht der Skiren bzw. einen Volksstamm im Osten Mitteleuropas. Als Quelle dient der Bericht des Jordanes in den Getica über Odoaker, den König der Torcilingi, der noch andere Völker mit sich geführt habe. Diese Turkilinger hat es historisch wohl so nicht gegeben. Die neuere Forschung geht eher von einem Fehler des Jordanes aus und der Name Torcilingi wird nicht selten als Verschreibung für Toringi (Thüringer) angesehen. Zum einen stellt der Bericht bei Jordanes die einzige Nachricht von den Turkilingern dar, dies immer im Zusammenhang mit Odoaker; zum anderen heißt es im mittelbyzantinischen Lexikon Suda über Odoakers Bruder Onoulf, dass er seitens des Vaters (Edekon) von den Thüringern (θεούριγγοι) und mütterlicherseits von den Skiren abstamme. Nach Wolfram Brandes gibt das Lexikon die Herkunft Onoulfs und Odoakers damit als zur Hälfte thüringisch an. Unterstützt sieht Brandes diese Interpretation durch den Bericht des Jordanes von Odoaker als dem König der Torcilingi.